# Partido Blanco Radical
El Partido Blanco Radical fue un partido político uruguayo fundado por el abogado Lorenzo Carnelli en 1925. Surge como una escisión del Partido Nacional tras diferencias ideológicas con Luis Alberto de Herrera, ya que Carnelli tenía tendencias socialistas y progresistas para la época, con similitud al Batllismo y con grandes discrepancias con Herrera de tendencias conservadoras. Entre sus jóvenes militantes se destacaron Martín Recaredo Echegoyen y Carlos Quijano.

## Elecciones de 1926
De este modo en las Elecciones generales de Uruguay de 1926 el Partido Blanco Radical votó fuera del lema del Partido Nacional. A causa de esto Herrera perdió la contienda electoral por tan solo 1.526 votos, obtuvo 48,42%, mientras que el Partido Blanco Radical obtuvo 3.844, 1,22% de los votos, con lo cual el Partido Nacional hubiese ganado las elecciones de haber votado los radicales y nacionalistas bajo un mismo lema.
El Partido Radical existió hasta la Dictadura de Gabriel Terra en 1933.